# Das Blut der Templer
Das Blut der Templer ist ein zweiteiliger deutscher Abenteuerfilm des oscarnominierten Regisseurs Florian Baxmeyer, der von der Produktionsfirma Rat Pack Filmproduktion produziert und am 9. und 10. Dezember 2004 erstmals ausgestrahlt wurde. Im Februar 2005 wurde der Film auf DVD veröffentlicht.

## Handlung

### Teil 1
David wurde als Kind vor einem Kloster ausgesetzt und von Mönchen erzogen. Ansonsten scheint er ein ganz gewöhnlicher Jugendlicher zu sein. Das ändert sich, als der 18-jährige kurz vor dem Abitur mit seiner Freundin Stella zu einer Party geht. Bei einem Streit mit Stellas Ex-Freund offenbart er plötzlich ungeahnte körperliche Kräfte und besiegt seinen Kontrahenten mühelos. Als David eine Flasche über den Kopf geschlagen wird, heilt diese Wunde innerhalb von Minuten.
Als David auf Anraten seiner Freundin dennoch zum Arzt geht, stellt dieser eine Ungewöhnlichkeit in dessen Blut fest. Der Arzt informiert sofort geheimnisvolle Auftraggeber.
Der Mönch Quentin, in dessen Obhut David aufwuchs, erfährt von dem Vorfall. Er kennt die Zusammenhänge und informiert sofort Robert von Metz. Dieser ist der aktuelle Großmeister der legendären Tempelritter. Der Orden befindet sich in einem erbitterten Streit mit der Prieuré de Sion. Diese Geheimgesellschaft hat sich schon in der Anfangszeit der Tempelritter von diesen abgespalten. Die Großmeisterin Lucrezia de Saintclair will unbedingt den Heiligen Gral und die anderen Reliquien, die zum Schatz der Tempelritter gehören, in ihren Besitz bringen.
Im Auftrag der Großmeisterin dringen Ares und der Assassine Shareef in Davids Zimmer ein, finden aber nur den von David verletzten jungen Mann, der Rache nehmen wollte. Sie erkennen bald den Irrtum. Robert von Metz will David außer Landes bringen, wird aber auf dem Flughafen in einen Schwertkampf mit Ares und dem Assassinen verwickelt. David befreit sich aus einem Van und landet auf der Flucht ausgerechnet im Wagen von Lucrezia de Saintclair.
Im Hauptquartier der Prieuré erklärt ihm Lucrezia, dass er sie eigentlich kennen müsse. Im Schwertkampf durchbohrt Ares, Lucrezias Bruder, Davids Körper. Doch dieser ist bald wieder geheilt.
Die Großmeisterin erklärt ihm, dass sie seine leibliche Mutter sei. (David wurde ihr bei der Taufe von Robert von Metz geraubt, der ihn ursprünglich sogar töten wollte.) Aber Lucrezia ist von sentimentalen Gefühlen weit entfernt. Sie will David nur benutzen, um ihre Erzfeinde zu besiegen.
Inzwischen sind die Templer um Robert von Metz über Davids Entführung informiert. David ist Roberts rechtmäßiger Erbe als Großmeister der Templer und gleichzeitig der Sohn von Lucrezia de Saintclair. Robert von Metz beschließt, David zu beseitigen, um eine Vereinigung mit der Prieuré zu verhindern.
Als David sich mit seiner Freundin Stella treffen will, beschließt die Prieuré, diese zu töten. Die Saintclairs locken auch Robert von Metz zu dem Treffpunkt, um ihm den Mord an Davids Freundin in die Schuhe zu schieben. Stella wird aus dem Hinterhalt von einem Pfeil des Assassinen getroffen. Ares bringt David schnell weg vom Schauplatz des Geschehens. Robert von Metz nimmt die verletzte Stella mit auf die Burg der Tempelritter.
Der Junge lässt sich weiterhin von seiner Mutter manipulieren und gegen die Tempelritter und Robert von Metz aufhetzen. Er wird von seinem Onkel Ares im Schwertkampf unterrichtet. Dieser teilt ihm auch mit, dass seine Wunden zwar schnell heilen, er aber deshalb nicht unsterblich sei. Wird seine Schlagader getroffen oder wichtige Organe wie das Herz verletzt, ist der Blutverlust zu groß. Die Aufgabe der Prieuré de Sion ist es, die Blutlinie, die von Christus und Maria Magdalena begründet worden sein soll, zu erhalten.
Bald ist David bereit für den großen Kampf gegen die Tempelritter. David dringt zusammen mit den Mitgliedern der Prieuré in das Hauptquartier der Templer ein. Nachdem er mit einigen Tempelrittern gefochten hat, gelangt David in die Gruft der Tempelmeister. Dort steht er Robert von Metz im direkten Duell gegenüber. Doch kurz bevor er den Großmeister der Templer erstechen will, erfährt er von seiner Freundin Stella, dass Robert sein leiblicher Vater ist. Seine Eltern sind die Anführer der beiden verfeindeten Gruppen.

### Teil 2
David wechselt die Fronten und stellt sich auf die Seite seines Vaters. David, Stella und Robert fliehen durch einen geheimen Ausgang aus der Burg, alle anderen Tempelritter wurden getötet. Lucrezia trifft ein und sieht, dass sie nichts gewonnen hat. Sie degradiert ihren Bruder Ares und übergibt das Kommando an Schareef.
David, dessen Vater und Stella verstecken sich in einer verlassenen, mehrstöckigen Garage. Lucrezia inspiziert mit Shareef die Gruft der Tempelmeister. Der Tempelmeister Anjou wird auf ihren Befehl hin exhumiert. Lucrezia geht es um den Ring des früheren Tempelmeisters. Der Ring trägt die Inschrift in hoc signo vinces und soll Kaiser Konstantin gehört haben. Inzwischen hat Ares David durch eine Kette, die ihm seine Mutter geschenkt hat und die Funksignale aussendet, geortet. Ares und der Assassin Shareef verfolgen Stella, Robert von Metz und David in einer Autojagd in der Garage, doch die drei können fliehen.
David bekommt einen Schweizer Pass und Kreditkarten von seinem Vater. Die drei beschließen, das Grabtuch, das sich im Hauptquartier der Prieuré des Sion befindet und das einen wichtigen Schlüssel bei der Suche nach dem Gral darstellt, in ihren Besitz zu bringen. Dabei werden sie von Ares und Shareef überrascht. David und Stella werden von Robert durch ein Gitter getrennt. Dieser befindet sich nun in der Gewalt von Lucrezia. Vor seinem Tod kann Robert seinem Sohn noch sein Schwert durch das Gitter werfen. Dieser nimmt es an sich und flieht mit Stella, während Lucrezias Schergen seinen Vater ermorden.
David und Stella finden, als Mönche verkleidet, Zuflucht in einem Kloster. Hier treffen sie auch den Mönch Quentin wieder. Ares macht sich auf den Weg, um David zu suchen. Als die Mönche schweigend bei Tisch sitzen, unter ihnen David, Stella und Quentin, taucht Ares im Kloster auf. Während die Mönche Ares aufhalten, können die drei fliehen. Ares verfolgt sie. David stellt sich ihm entgegen, als er im Auto in hohem Tempo auf sie zufährt und schlitzt mit seinem Schwert den Wagen auf. Dieser landet daraufhin im See, Ares befreit sich daraus. David und seine Freundin sind ihm zusammen mit Quentin jedoch neuerlich entkommen.
David findet nach einigen Versuchen heraus, dass der hohle Schwertgriff sich ablösen lässt. Er findet darin die Spitze der Heiligen Lanze des Longinus. Auf dem Grabtuch befindet sich der Plan der Katakomben von Rom, und darauf lässt sich durch Scharten in der Lanzenspitze der Weg zum heiligen Gral bestimmen.
Im Vatikan angekommen, suchen Quentin, Stella und David den Weg durch die Katakomben. Auch Lucrezia und Shareef sowie Ares sind in Rom und folgen ihnen. Schließlich treffen Lucrezia und Shareef vor dem Grab Kaiser Konstantins, das sich durch die Lanzenspitze öffnen lässt, auf das Trio. Als Lucrezia mit David die Gruft betritt, bleiben Shareef und Ares mit dem Mönch und Stella zurück. Ares sieht seine Chance, sich in den alleinigen Besitz des Grals zu bringen. Er sticht Shareef hinterrücks nieder und schleicht Lucrezia und David hinterher.
Im finalen Kampf stehen sich Ares und David gegenüber. Quentin und Stella, die hinzugekommen sind,  versuchen, Ares aufzuhalten. Der Mönch wird dabei verletzt, Stella wirft ihrem Freund sein Schwert zu, mit dem er Ares überlegen ist. Ares stirbt durch Davids gezielten Stoß in die Brust.
David zertrümmert den Behälter, in dem sich der Gral, eine Steinwanne, in der das Blut Christi aufgefangen worden sein soll, befindet. Lucrezia nimmt die Hand des im Kampf verletzten Davids und lässt Blut in die Wanne tropfen, das sich dort vermehrt. Lucrezia trinkt davon, um unsterblich zu werden, doch Blut dringt aus allen ihren Poren, sie bricht mit den Worten: „es war wohl nicht für mich bestimmt“ zusammen und stirbt. David bedeckt den Gral wieder mit dem Banner der Tempelritter. Nachdem sie durch Herausnahme der Lanzenspitze aus dem Gestein die Grabkammer schließen, verlassen Quentin, Stella und David die Katakomben.

## Hintergrund
Der Film greift zahlreiche Verschwörungstheorien auf, die mit der Thematik des Templerordens, des Heiligen Grals und der Prieuré de Sion zusammenhängen. Auch Motive aus Filmen wie Highlander, Star Wars, Indiana Jones und der letzte Kreuzzug und Das Vermächtnis der Tempelritter wurden entlehnt.
Der deutsche Autor Wolfgang Hohlbein schrieb den Roman zum Film, basierend auf dem Drehbuch von Stefan Barth und Kai-Uwe Hasenheit. Nach dem Erfolg des Buches schrieb Hohlbein gemeinsam mit seiner Tochter Rebecca einen Prequel-Roman mit dem Titel Die Nacht des Sterns.
Um die Produktionskosten zu senken, fanden die Dreharbeiten in Litauen statt: Die Universität von Vilnius und die Wasserburg in Trakai wurden im Film verwendet. Außerdem wurden 6 Monate lang die Filmstudios am Stadtrand von Vilnius angemietet. In drei Hallen erschuf der Szenenbildner Frank Godt die Templergruft, die Katakomben Roms und Lucrezias Hauptquartier zusammen mit 16 weiteren Innensets. So fanden sich am Set litauische Tontechniker, tschechische Stuntmen, eine polnische Hauptdarstellerin, ein deutscher Regisseur und eine entsprechende Anzahl an Dolmetschern.
Auch die Ausstattung des Films war für eine Fernsehproduktion ungewöhnlich: Zur Wasserburg von Trakai mussten ungefähr 46 Tonnen Baumaterial über eine Brücke befördert werden, 45 Schwerter wurden geschmiedet, und 28 Stuntmen, die teilweise vorher schon bei Filmen wie Gladiator oder Titanic gearbeitet hatten, wurden engagiert. Weiterhin entstanden rund 600 Kostüme, 35 Liter Kunstblut wurden vergossen, und 150 Wunden wurden angefertigt.

## Einschaltquoten
| Datum             | Zuschauer (Gesamt) | Zuschauer (Gesamt) | Marktanteil | Marktanteil     | Quellen |
| Datum             | Gesamt             | 14 bis 49 Jahre    | Gesamt      | 14 bis 49 Jahre | Quellen |
| ----------------- | ------------------ | ------------------ | ----------- | --------------- | ------- |
| 10. Dezember 2004 | 4,61 Mio.          | 3,12 Mio.          | 15,0 %      | 23,6 %          | [ 2 ]   |
| 11. Dezember 2004 | 3,80 Mio.          | 2,43 Mio.          | –           | 20,0 %          | [ 3 ]   |

## Kritiken
„Empfehlenswert“
‚Aufwendig inszeniertes Fantasy-Spektakel‘ Zu Teil 1
‚Wuchtige Action mit einer Prise Mystik‘ Zu Teil 2
„Spaß: 0/3; Action: 2/3; Erotik: 0/3; Spannung: 2/3; Anspruch: 0/3“

„Aufwändig, aber blutleer und hölzern inszenierte Trivial-Unterhaltung.“